# Publiart

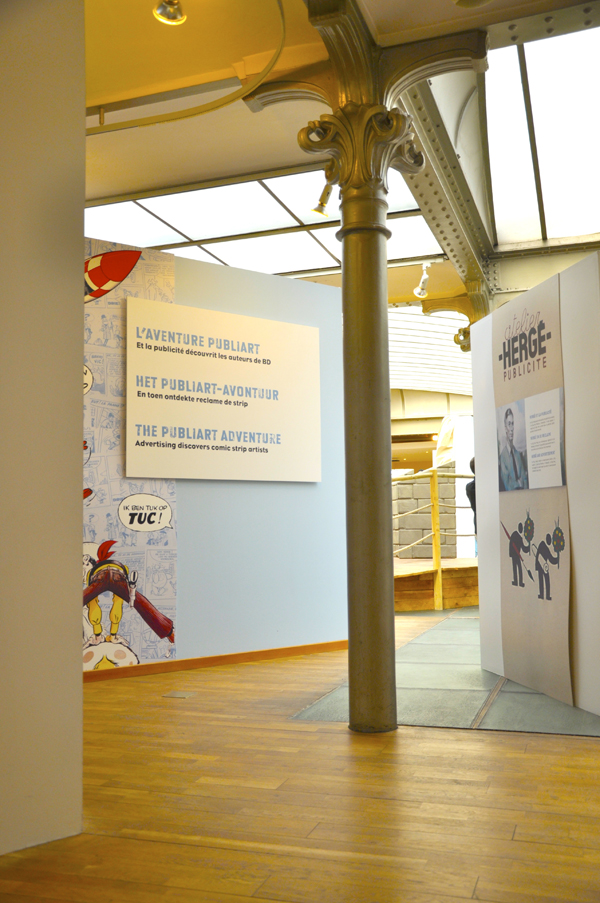
Tentoonstelling stripmuseum (2011)

Publiart was een Belgisch reclamebureau opgericht door Raymond Leblanc.

## Geschiedenis
Leblanc was uitgever van het stripblad Tintin/Kuifje. Bij de verkoop van advertentieruimte in dat tijdschrift ging 10% van de opbrengst naar de reclamebureaus. In 1953 richtte hij zijn eigen reclamebureau op. Hij noemde het Publiart, naar het gelijknamige reclamebureau van zijn Franse zakenpartner Georges Dargaud.
Publiart werd geleid door Guy Dessicy. Een van de eerste opdrachten voor het bureau was de promotie van de Kuifje's bons. Bij de meeste reclamebureaus uit die tijd werkten alleen fotografen en illustratoren. Bij Publiart werkten er echter ook veel striptekenaars van Tintin/Kuifje, waaronder Hergé, Berck, Tibet, Albert Weinberg, Paul Cuvelier, William Vance en Edouard Aidans. Hun stripfiguren verschenen op advertenties voor onder meer koffie, koeken, cola en ijs. Publiart kreeg later ook opdrachten van Leblancs concurrent Dupuis, die het stripblad Spirou/Robbedoes uitgaf. Zo tekenden hun striptekenaars, waaronder Franquin, Morris en Peyo, ook voor Publiart.
Aanvankelijk richtte Publiart zich voornamelijk op advertenties met stripfiguren en reclamestrips. Halverwege de jaren 60 veranderde dat steeds meer naar andere zaken zoals fotocampagnes, slogans en het ontwerpen van logo's en mascottes. Zo ontwierp dit reclamebureau de mascotte (kangoeroe) voor het pretpark Walibi en bedacht het een slogan voor TUC. Halverwege de jaren 70 daalde de verkoop van de stripbladen en nam de rol van de Belgische strips in de reclame af. Publiart kromp ook. Een tombola bij de promotie rond de opening van het Belgische stripmuseum eind de jaren 80 was een van Publiarts laatste campagnes.

## Tentoonstelling stripmuseum
In het Belgische stripmuseum was er in 2011 een tijdelijke tentoonstelling over Publiart.